# 武藤運十郎

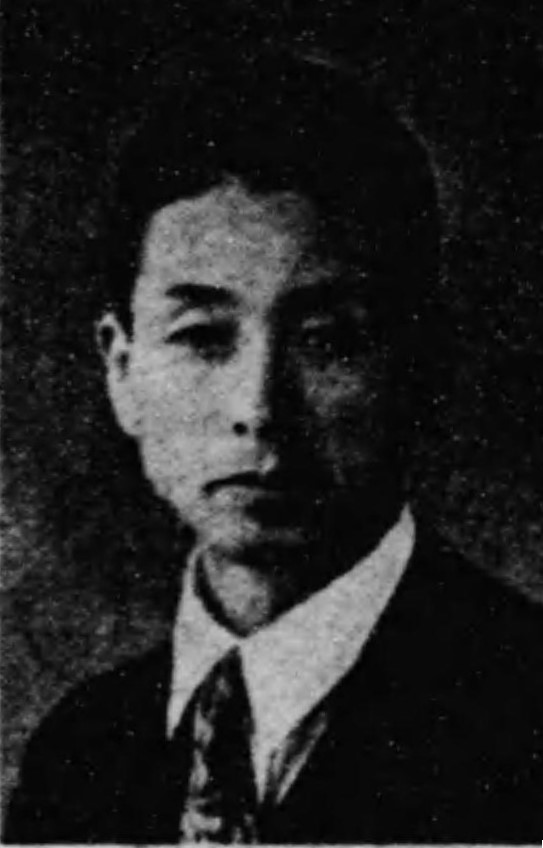
武藤運十郎

武藤 運十郎（むとう うんじゅうろう、1902年（明治35年）1月6日 - 1993年（平成5年）4月8日）は、昭和時代の日本の弁護士（法学博士）、政治家。元衆議院議員（旧群馬3区選出、日本社会党所属）。社会党左派の論客として名をはせた。衆議院不当財産取引調査特別委員会委員長などの要職を歴任。

## 略歴
1902年1月、群馬県碓氷郡八幡村（現高崎市）に生まれる。1927年、早稲田大学専門部法科を卒業。弁護士開業後、日本借家人組合を組織し委員長になる。1947年、第23回衆議院議員総選挙に社会党公認で旧群馬3区より出馬し衆議院議員に当選。1948年、国会でハンセン氏病の問題を取り上げる。1954年、社会党代議士会長に抜擢される。1958年、衆議院議員選挙で落選。1993年4月8日に死去。

## 主な役職
- 東京弁護士会常議員
- 全日本借家人組合中央執行委員会委員長
- 日本農民組合財務委員

## 日本社会党での主な役職
- 社会党常任中央委員
- 社会党住宅対策特別委員長
- 社会党資金局長
- 社会党青年婦人局長
- 社会党代議士会会長
- 社会党衆参両院議員総会長
- 社会党常統制委員
- 社会党法制調査委員

## 著書・論文
- 『家庭法律社』（1935年）
- 『借家法讀本』（家庭法律社、1936年）
- 『人事調停法の解説と手續』（家庭法律社、1939年）
- 『日本不動産利用権史論』（巌松堂、1947年）
- 『家主と如何に戦ふべきか』
- 『明るい政治』（高崎高校同窓会報 第1号、1952年）
- 『自叙小伝 武藤運十郎-ある人生・妻と共に五拾年』（家庭法律社、1979年）

## エピソード
- 1948年11月27日、衆議院厚生委員会で、国民癩療養所の施設・生活改善に関する問題を取り上げて質問を行った。早くからハンセン氏病の問題の解消に尽力した。
- 社会党左派五月会結成に鈴木茂三郎、加藤勘十、稲村順三、赤松勇らと参画。加えて加藤勘十の後継として衆議院不当財産取引調査特別委員長を務め、「土建献金事件」などを告発。民主党政権退陣の引き金になり、西尾末広を落選に追い込んだ。そのため、いわゆるインテリ層に人気がある一方で、右派からは反発や怨嗟の声が少なくなかった。
- 1958年に、武藤が衆議院議員の地位を濫用して国鉄の特二等車席を独り占めするという「特二等問題」が発覚。地元の上毛新聞が取り上げた上に、長らく武藤に批判的だった党内右派からの突き上げも食らって、同年の総選挙では次点で落選。翌年の参院選でも非公認で出馬したが、得票振るわず政界を退いた。

## 関連人物
- 鈴木茂三郎
- 栗原俊夫